# Qui a tué Malcolm X ?
Qui a tué Malcolm X ? (Who Killed Malcolm X?) est un documentaire de société et de culture américaine en six parties de 43 minutes produite par Fusion et mis en ligne le 7 février 2020 sur la plateforme de vidéo à la demande Netflix, consacrée à la vie ainsi qu'à la mort de Malcolm X.
Dans le documentaire, l'assassin reconnu coupable Talmadge Hayer confirme l'identité de ses quatre co-conspirateurs du nom de Benjamin Thomas, Leon Davis, William X, et un homme du nom de Wilbur ou Kinly, tous de la Nation of Islam et de la mosquée no 25 de Newark dans l'État du New Jersey.

## Synopsis
Un activiste américain du nom de Abdur-Rahman Muhammad décide d'entreprendre comme mission la vérité sur l'assassinat du militant politique et défenseur des droits de l'homme Afro-Américain Malcolm X.

## Distribution
- Malcolm X
- Betty Shabazz
- Elijah Muhammad
- Abdur-Rahman Muhammad
- Mohamed Ali
- Ilyasah Shabazz (en)
- Talmadge Hayer
- Norman 3X Butler
- Thomas 15X Johnson

## Épisodes
1. Un homme à abattre
2. Un homme intègre dans jeu truqué
3. Le messie noir
4. Épreuve de force
5. Un homme armé
6. L'héritage

## Réouverture de l'enquête
À la suite de la diffusion du documentaire sur Netflix, le bureau du procureur du procureur de district de Manhattan Cyrus Vance, Jr. rouvre l'enquête en collaboration avec The Innocence Project, une ONG apportant une aide juridique aux prisonniers condamnés à tort aux États-Unis,.
Le 18 novembre 2021, Muhammad Abdul Aziz et Khalil Islam sont innocentés par la Cour suprême de New York. Selon le New York Times, « l’enquête de 22 mois conduite de manière conjointe par le bureau du procureur et les avocats des deux hommes révèle que les procureurs, le FBI et la police de New York (NYPD) ont dissimulé des preuves cruciales qui, si elles avaient été connues, auraient probablement conduit à l’acquittement des deux hommes ». À titre de dédommagement, 36 millions de dollars seront versés par la ville de New-York et l'État de New-York à Muhammad Abdul Aziz et à la famille de Khalil Islam (mort en 2009).